# Salem Ali Robaye
Salem Ali Robaye (en arabe : سالِم رُبَيِّع عَلي), dit Salmin (en arabe : سالمين), né le 17 juin 1934 ou en 1935 au Fadhli et mort le 26 juin 1978 à Aden (Yémen du Sud), est un homme d'État sud-yéménite, président du Conseil présidentiel (en) du Yémen du Sud de 1969 à 1978.

## Biographie
Ali Robaye a dirigé l'aile gauche du Front de libération nationale (en) (FLN), qui a forcé les Britanniques à se retirer du sud du Yémen le 29 novembre 1967. La faction marxiste radicale d'Ali Robaye a pris le pas sur les éléments nasséristes du président Qahtan al-Chaabi, permettant à Ali Robaye de prendre le pouvoir (en) ; il a changé la dénomination de l'État en « république démocratique populaire du Yémen » et la dénomination du chef d'État en « président du Conseil présidentiel (en) ».
Le Front national d'Ali Robaye s'est joint à d'autres partis, pour fonder l'Organisation politique unifiée du Front national (en arabe : التنظيم السياسي الموحد الجبهة القومية) en 1975. Il s'est opposé à l'idée de la future création du Parti socialiste yéménite (PSY) promue par Abdel Fattah Ismaïl. À sa prise de pouvoir, il a nommé Mohamed Ali Haythem (en) comme Premier ministre avant de le remplacer en 1971 par Ali Nasser Mohamed. En 1978, ce dernier a renversé et exécuté Ali Robaye, après une courte bataille qui a eu lieu au palais présidentiel qu'Ali Robaye a utilisé comme forteresse.